# Eileen Sedgwick
Eileen Sedgwick (17 de octubre de 1898 - 15 de marzo de 1991) fue una actriz cinematográfica estadounidense, activa durante la época del cine mudo. 
Nacida en Galveston, Texas, actuó en un total de 115 filmes a lo largo de una carrera de quince años de duración.
Era hermana del director cinematográfico Edward Sedgwick, y falleció en Marina del Rey (California) a causa de una neumonía. Fue enterrada en el Cementerio de Holy Cross en Culver City, California.

## Selección de su filmografía
- Lure of the Circus (1918)
- The Great Radium Mystery (1919)
- The Diamond Queen (1921)
- Terror Trail (1921)
- In the Days of Daniel Boone (1923)
- Beasts of Paradise (1923)
- The Riddle Rider (1924)
- The Fighting Ranger (1925)
- The Winking Idol (1926)
- Strings of Steel (1926)
- The Vanishing West (1928)
- The Jade Box (1930)